# 알프레드 드레퓌스
알프레드 드레퓌스(프랑스어: Alfred Dreyfus, 프랑스어 발음: [alfʁɛd dʁɛfys], 1859년 10월 9일~1935년 7월 12일)는 드레퓌스 사건으로 알려진 프랑스 육군의 주요 인물이다.

## 어린 시절
알자스에서 방직 공장 경영인의 아들로 태어난 드레퓌스의 어린 시절은 풍요롭고 평범했다. 그 당시는 방직 산업이 잘 돌아가던 때였다. 그는 친구들과 친하게 지냈으며 친구들도 그를 매우 신뢰했다고 전해진다. 그가 다녔던 학교의 선생님들도 드레퓌스를 '성실하다'고 평가했다. 그는 유대계프랑스인이었지만 그가 살고 있는 조국. 즉 프랑스에 대한 애국심이 강렬했다. 군에서도 그를 '성실하며 군에 대한 충성심이 강렬하다'고 평가했다.

## 드레퓌스 사건
드레퓌스는 포병 대위로서 참모 본부에 근무하던 중, 1894년 독일에 군사 기밀서류를 팔아넘긴 혐의로 체포되어 종신형을 받았다. 재심의 가부를 둘러싸고 당시 프랑스 사회는 양대 파벌이 생겼는데, 드레퓌스 파에는 인도주의·자유주의·공화주의적인 정치가와 지식 계급이 합세하고, 반대파에는 군국주의·국수주의, 반유대주의·국가주의, 카톨릭 교회등의 보수 세력이 합세하여 심각한 정치적·사회적 문제로 발전하였다.
1898년 에밀 졸라의 〈나는 고발한다〉라는 공개장 발표 후 재심되었으나 다시 유죄 판결을 받았다(1899). 같은 해 대통령 특사로 풀려나고, 1906년 7월 2차 재심에서 무죄가 확인되어 복권되었다.
제3공화정 최대의 위기였다고 전해지는 이 드레퓌스 사건으로 인하여 프랑스의 정치는 민주적 방향으로 재편성되고, 사상·문학면에 있어서도 많은 영향을 주었다.

## 그 이후
그 이후 계급장을 돌려받고 소령으로 승진함은 물론, 레지옹 도뇌르 훈장까지 받게 된다. 제1차 세계 대전에도 참전하고 진급도 하고 일반 군인들처럼 생활하다가 1918년 최종계급 중령으로 전역했고, 1935년에 지병으로 별세했다. 사망 이후 그는 파리의 몽파르나스 묘지에 묻혔다.

## 같이 보기
- 줄리아 루이드라이퍼스
- 테오도어 헤르츨
- 샤를 페기
- 쥘리 드레퓌스